# دامیان ایسمودس
دامیان ایسمودس (انگلیسی: Damián Ísmodes؛ زادهٔ ۱۰ مارس ۱۹۸۹) بازیکن فوتبال اهل پرو است که برای کارلوس استین به عنوان هافبک بازی می‌کند.
وی همچنین در تیم ملی فوتبال پرو بازی کرده‌است.